# Lee Kyung-keun
Lee Kyung-keun (* 7. November 1962) ist ein ehemaliger südkoreanischer Judoka. Er war Olympiasieger 1988 im Halbleichtgewicht.
Der 1,68 m große Lee Kyung-keun besiegte bei den Weltmeisterschaften 1985 in Seoul im Viertelfinale Andreas Paluschek aus der DDR und im Halbfinale den Japaner Yoshiyuki Matsuoka. Das Finale gewann Juri Sokolow aus der Sowjetunion, Lee erhielt die Silbermedaille. Die Asienspiele 1986 fanden ebenfalls in Seoul statt. Lee Kyung-keun gewann den Titel mit einem Finalsieg über den Japaner Yōsuke Yamamoto.
Auch Lee Kyung-keuns drittes erfolgreiches Turnier fand in Seoul statt. Bei den Olympischen Spielen 1988 gewann er seine ersten beiden Kämpfe gegen den Jugoslawen Dragomir Bečanović und den Argentinier Claudio Yafuso durch Ippon, im Viertelfinale gegen den Franzosen Bruno Carabetta musste Lee über die volle Distanz und gewann durch Schiedsrichterentscheid (yusei-gachi). Den Ungarn Tamás Bujkó besiegte er im Halbfinale in 3:33 Minuten. Im Finale traf er auf den Polen Janusz Pawłowski, Lee gewann durch yusei-gachi.